# Джеймс Хилтън
Джеймс Хилтън (на английски: James Hilton) е английски сценарист, драматург и писател на произведения в жанра социална драма, фентъзи и документалистика.

## Биография и творчество
Джеймс Хилтън е роден на 9 септември 1900 г. в Лий, Ланкашър, Англия. Баща му е директор на училище в Уолтъмстоу. Учи в гимназия в Уолтъмстоу. После завършва с отличие английска филология в Кеймбриджкия университет през 1921 г. с Докато е в университета пише първия си роман „Самата Катрин“, който е публикуван през 1920 г. След дипломирането си пише няколко години два пъти седмично като колумнист за The Dublin Irish Independent, работи като журналист, първо за „Гардиън“ в Манчестър, а след това рецензира художествена литература за „Дейли Телеграф“.
През 1931 г. е издаден романът му „А сега сбогом“, който е доста успешен и му позволява да преследва писателската си кариера. След това няколко от книгите му стават международни бестселъри – „Изгубеният хоризонт“ (1933), който печели награда „Хоторндън“, „Сбогом, г-н Чипс!“ (1934) и „Случайна жътва“ (1941), по които има успешни филмови адаптации.
Романът му „Изгубеният хоризонт“ представя историята на Хю Конуей, който участва в Първата световна война и години след това е британски дипломат в Афганистан, където избухва гражданска война и го принуждава да избяга от страната със самолет. Самолетът се разбива високо в Хималаите и той с другите оцелели попадат в скритата долина Шангри Ла – място и манастир, чиито жители живеят от векове сред мира и хармонията на богатата и плодородна долина. Името „Шангри Ла“ става нарицателно за тайнствено място, щастлива земя и митичен утопичен рай на земята. През 1937 г. романът е екранизиран в едноименния филм с участието на Роналд Колман, а през 1973 г. е направена негова музикална версия с участието на Питър Финч и Лив Улман.
Романът му „Сбогом, г-н Чипс!“ от 1934 г. е вдъхновен от баща му като учител. Той представя историята на г-н Чипинг, наричан Чипс, учител по класика в Брукфийлдското училище от 1870 г., който си спомня живота. В книгата се преплитат трогателна любовна история с шегите и ексцентричността на живота на английското държавно училище, като същевременно описва нов, несигурен свят, пълен с конфликти и катаклизми, който се простира далеч отвъд кулите на Брукфийлд. Романът има множество екранизации, като първата е през 1939 г. с участието на Робърт Донат и Гриър Гарсън, през 1969 г. е вторият, музикален филм с участието на Питър О'Тул, Петула Кларк и Майкъл Редгрейв, както и други филми и телевизионни сериали.
Романът му „Случайна жътва“ от 1941 г. е разказ за травмата от войната, разрушаването на един обикновен живот и смелостта, необходима за намиране на изкупление. Главният герой, Чарлз Рение, е обявен за изчезнал по време на Първата световна война, но се появява в болница в Ливърпул без спомен за изминалото време. Той се жени и започва относително успешен живот, но един ден спомените му се връщат – за ужасното бойно поле, германския затвор и страстната му афера, които ще нарушат мирния му живот.
През 1942 г. писателят печели наградата „Оскар“ за съсценария на филма „Госпожа Минивър“.
Жени се за Алис Браун, секретарка в BBC, преди да заминат за Съединените щати през 1935 г., но се развеждат през 1937 г. След това се жени за Галина Копернак, но се развеждат осем години по-късно. Става американски гражданин през 1948 г.
Джеймс Хилтън умира от рак на черния дроб на 20 декември 1954 г. в Лонг Бийч, Калифорния.

## Произведения

### Самостоятелни романи
- Catherine Herself (1920)[1][2]
- Storm Passage (1922)
- The Passionate Year (1924)
- Dawn of Reckoning (1925) – издаден и като Rage in Heaven
- Meadows of the Moon (1926)
- Terry (1927)
- The Silver Flame (1928)
- And Now Goodbye (1931)
- Murder At School (1931) – като Глен Тревър, издаден и като Was It Murder?
- Contango (1932) – издаден и като Ill Wind
- Lost Horizon (1933)
- Goodbye, Mr. Chips (1934)
Сбогом, мистър Чипс!, изд. „М. Г. Смрикаров“ (1941), прев. Борис Табаков
- We Are Not Alone (1937)
- Random Harvest (1941)
- The Story Of Dr Wassell (1944)
- So Well Remembered (1945)
- Nothing So Strange (1947)
- Morning Journey (1951)
- Time and Time Again (1953)
- Елемент от точкуван списък

### Пиеси
- And Now Goodbye (1937) – с Филип Хауърд
- Goodbye, Mr. Chips (1938) – с Барбара Бърнам

### Сборници
- To You Mr Chips (1938)

### Разкази
- The Mallet (1929)
- Lives of Men (1937)
- The Bat King (1937)

### Документалистика
- Mr. Chips Looks at the World (1939)[1]
- The Story of Dr. Wassell (1944)
- H.R.H.: The Story of Philip, Duke of Edinburgh (1956)

### Екранизации
- 1936 Дамата с камелиите, Camille – сценарий
- 1937 Изгубеният хоризонт, Lost Horizon – по романа
- 1937 Knight Without Armour
- 1939 Сбогом, г-н Чипс, Goodbye, Mr. Chips!
- 1939 We Are Not Alone – по романа, сценарий
- 1940 Чуждестранен кореспондент, Foreign Correspondent – диалог
- 1941 Буря в небето, Rage in Heaven – по романа
- 1942 Госпожа Минивър, Mrs. Miniver – сценарий
- 1942 Random Harvest
- 1943 Forever and a Day – история
- 1944 The Story of Dr. Wassell – история
- 1947 So Well Remembered – по романа
- 1950 Suspense – тв сериал, 1 епизод
- 1957 Grande Teatro Tupi – тв сериал, 1 епизод
- 1959 Adeus, Mr. Chips – тв сериал, по „Сбогом, мистър Чипс!“
- 1960 Mrs. Miniver – тв филм, сценарий
- 1960 The DuPont Show with June Allyson – тв сериал, 1 епизод
- 1960 Shangri-La – тв филм, по Lost Horizon
- 1969 Сбогом, г-н Чипс, Goodbye, Mr. Chips!
- 1973 Lost Horizon – по романа
- 1984 Goodbye Mr. Chips – по романа, тв минисериал, 6 епизода
- 2002 Goodbye, Mr. Chips – тв филм